# Rhinotorus latvicus
Rhinotorus latvicus är en stekelart som först beskrevs av Ozols 1928.  Rhinotorus latvicus ingår i släktet Rhinotorus och familjen brokparasitsteklar. Inga underarter finns listade i Catalogue of Life.